# Torsades de pointes

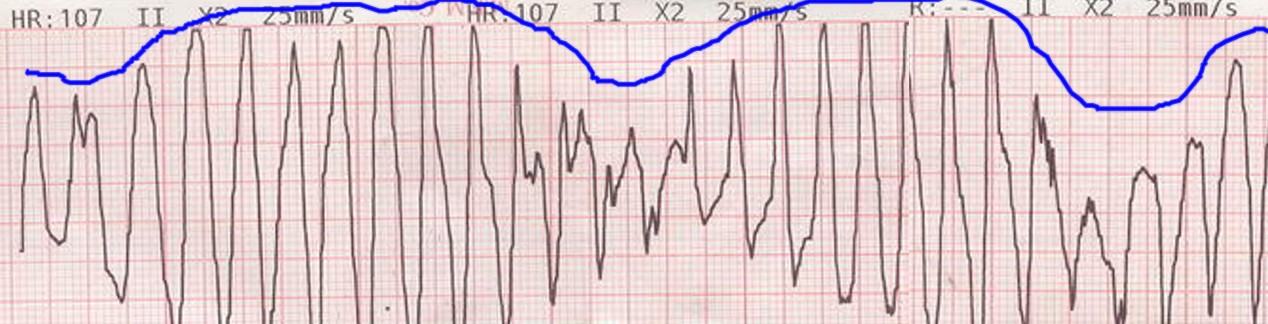
Ekg registrering vid Torsade de pointes, notera den karaktäristiska vridningen (blå linjen) i den elektriska axeln.

Torsades de pointes, även torsade de pointes, är en speciell variant av ventrikeltakykardi (VT), en form av hjärtarytmi.
Torsade de pointes är en ovanlig och allvarlig form av VT. Torsades de pointes orsakas vanligen av antiarytmiläkemedel som förlänger den tid hjärtmuskelcellen behöver för att dra ihop sig och på nytt aktiveras. Till exempel genom blockad av natrium- eller kaliumjoners passage genom cellmembranen, Så kallat läkemedelsinducerat flimmer. Förutom att den kan vara läkemedelsinducerad så kan det också uppstå på grund av en kalium och magnesiumbrist. Tillfällig pacemaker kan ibland prövas som behandling.
Fyndet är bland annat associerad med långt QT-syndrom.